# Пакундия
Пакундия (бенг. পাকুনদিয়া, англ. Pakundia) — город на востоке Бангладеш, административный центр одноимённого подокруга. Площадь города равна 5,02 км². По данным переписи 2001 года, в городе проживало 4773 человека, из которых мужчины составляли 52,99 %, женщины — соответственно 47,01 %. Уровень грамотности населения составлял 42,3 % (при среднем по Бангладеш показателе 43,1 %). 